# カンボジア内戦
カンボジア内戦（カンボジアないせん、クメール語: សង្គ្រាមស៊ីវិលកម្ពុជា）は、第二次インドシナ戦争の中の戦いの一つで、1970年にカンボジア王国が倒れてから、1993年にカンボジア国民議会選挙で民主政権が誕生するまでカンボジアで展開した内戦である。
カンボジア紛争ともいう。

## シハヌーク統治時代
カンボジアは1949年にフランス領インドシナからの独立を認められ、ノロドム・シハヌーク国王によって統治されていたが（カンボジア王国の王制社会主義・サンクム体制）、王政に対抗する国内派閥の抗争があり、国内には不安定要素を抱えていた。1965年2月にアメリカが北ベトナムの空爆に踏み切ると、シハヌークは対米断交に踏み切った。カンボジア領域内には北ベトナム軍および南ベトナム解放民族戦線の補給基地が存在し、カンポン・チャム港はベトコンへの補給揚陸港として使用されていた。また、南ベトナム軍とアメリカ軍はカンボジア領内をしばしば領空飛行し爆撃を行った。国内は不安定だったものの、この当時クメール・ルージュはまだ弱小勢力であり、食糧生産は豊富で当時のカンボジアは食料輸出国だった。アメリカは戦争遂行のためにカンボジアに親米的な政権を作る必要があった。
1967年4月、バタンバン州のサムロートで、政府による余剰米強制買い付けに反対する農民と地元政府の間で衝突が起こる。1965年頃からカンボジアの余剰米の少なくとも4分の1あまりが北ベトナムとベトコンに買い上げられていたが、政府の買い付け値はこれより安く、地元共産主義勢力は反米反政府のビラを撒き暴動を煽動した。サムロート周辺の鎮圧作戦は数か月間続き、右派と左派の衝突は強まっていく。

## 1970年3月のクーデター
シハヌーク国王が中華人民共和国北京を訪問中の1970年3月18日、下院で国家元首としてのシハヌークを退けることが満場一致で可決された。将軍ロン・ノルは非常時権力を与えられて首相となり、10月にクメール共和国の樹立を宣言した。一方、シハヌークの従兄弟シリク・マタクは、代理の首相としての彼の地位を保持した。ロン・ノルの首相就任式の際、アメリカ軍は空からシハヌークを批判するビラを撒き、ロン・ノルを援助した。新政府はアメリカを後ろ盾に権力の譲渡の有効性を強調し、アメリカをはじめとする諸外国に認められた。
クーデターの数日後、シハヌークは北京でカンプチア王国民族連合政府を立ち上げ、ロン・ノルへの抵抗を訴えると、それに応えるデモと暴動が国の至る所で生じた。3月29日には約40,000人の農民がシハヌークの復権を要求するデモ行進を行ったが、軍隊と衝突し、多くの死傷者が出た。当時のコンポンチャム州知事によればこの地域だけで2 - 3万人の農民が共産主義の影響を受けていた。その他タケオ・スヴァイリエン、カンダルなど諸州の州都で同様の蜂起が起こるが武力鎮圧された。
そして、1970年3月29日、北ベトナムはカンボジアに対する攻撃を開始した。公開されたソ連時代の記録文書から明らかになったところによると、この攻撃はクメール・ルージュのヌオン・チアからの明確な要求によって行われたとされている。
北ベトナム軍の攻勢（X作戦）の結果、開始してカンボジア東部から北東部にかけての大部分を占領し、コンポンチャムなどの都市を包囲または占領していった。カンボジア軍を破った後、北ベトナム軍は獲得した地域を地元の武装勢力へと引き渡していった。一方、クメール・ルージュは北ベトナム軍からは独立して活動し、カンボジア南部および南西部に「解放区」を打ち立てた。
北ベトナムの攻勢に対し、ロン・ノルは激しい反北ベトナムキャンペーンを行い、南ベトナム解放民族戦線への支援が疑われたカンボジア在住のベトナム系住民を迫害・虐殺し、プラソト・ネアクルン・タケオでは強制収容所などでベトナム系住民が集団虐殺された。このため、シハヌーク時代に50万人いた在カンボジアベトナム人のうち20万人もが1970年にベトナムに集団帰還するという事態となった。
以上のような経緯の中で、1970年4月、ロン･ノルは、アメリカ軍のカンボジア侵攻を許可し、北ベトナム勢力を駆逐するために、短期間であるがアメリカが作戦を展開した。投下された爆弾量は第二次世界大戦でアメリカが日本に投下した総量の1.5倍にのぼった。しかし、その後も反ロン･ノル勢力である、北ベトナムに支援された共産主義勢力クメール・ルージュの伸張が続いた。
クーデターをきっかけに起こった内戦で、数十万人の農民が犠牲となり、1970年の春以降、わずか一年半の間に200万人が国内難民と化した。また、農業インフラは徹底的に破壊され、1969年には耕作面積249万ヘクタールを有し米23万トンを輸出していたカンボジアは、1974年には耕作面積5万ヘクタールとなり28万2000トンの米を輸入し、米の値段は1971年10リアルから1975年340リアルにまで急騰した。1971年アメリカ会計監査院の視察団はカンボジアの深刻な食糧不足を報告している。こうした状況のなか、都市部は米国からの食糧援助で食いつなぐことができたが、援助のいきわたらない農村部では大規模な飢餓の危機が進行しつつあった。

## クメール・ルージュの支配
1972年1月、アメリカはロン・ノル政権支援のために南ベトナム派遣軍の一部をカンボジアへ侵攻させ、この内戦に直接介入した。これによってベトナム戦争はインドシナ戦争に拡大した。ロン・ノルは10月に軍事独裁体制を宣言し、翌1972年3月に大統領に独裁的権力をもたせた新憲法を公布した。
中華人民共和国からの密接な支援を受けたクメール・ルージュは戦闘を続ける。1973年1月にパリでベトナム和平協定が調印されアメリカ軍がベトナムから撤退すると、後見を失ったロン・ノル政権は崩壊に向かう（カンポットの戦い1974年2月26日 - 4月2日）。
1975年4月、ロン・ノルは国外へ亡命、隣国ベトナムでは南ベトナムのサイゴンが陥落し、北ベトナムが勝利をおさめてベトナム戦争が終結した。この13日前、クメール・ルージュが首都プノンペンを陥落させ、1976年1月に「カンボジア民主国憲法」を公布し、国名を民主カンプチアに改称した。
内戦中、アメリカ軍の農村部への爆撃により農村人口は難民として都市に流入し、プノンペンの人口は200万以上に増加していた。農村での食糧生産はすでに大打撃を受けており、1975年4月にはUSAIDが「カンボジアの食糧危機回避には17.5万 - 25万トンの米が必要である」と報告し、国務省は「共産カンボジアは今後外国からの食糧援助が得られなくなるため100万人が飢餓にさらされることになるだろう」と予測していた。
プノンペン陥落後、クメール・ルージュの指導者であるポル・ポトは、「都市住民の糧は都市住民自身に耕作させる」という視点から、都市居住者、資本家、技術者、学者・知識人などから一切の財産・身分を剥奪し、郊外の農村に強制移住させた。病人・高齢者・妊婦などの弱者に対しても、クメール・ルージュは全く配慮をしなかった。ポル・ポトの目的は原始社会（原始共産制）の理想的な自給自足の生活を営んでいると自ら考えたカンボジアの山岳民族を範として資本主義はおろか都市文明を徹底的に廃絶することであった。これは世界で動員が繰り返されてきた20世紀の歴史から見ても例のない社会実験だったとされる。高度な知識や教養はポル・ポトの愚民政策の邪魔になることから医師や教師、技術者を優遇するという触れ込みで自己申告させ、別の場所へ連れ去った後に殺害した。やがて連れ去られた者が全く帰ってこないことが知れ渡るようになると、教育を受けた者は事情を察し、無学文盲を装って難を逃れようとしたが、眼鏡をかけている者、文字を読もうとした者、時計が読める者など、少しでも学識がありそうな者は片っ端から殺害された。この政策は歴史的にも反知性主義の最も極端な例とされる。また、ポル・ポトは「資本主義の垢にまみれていないから」という理由で親から引き離して集団生活をさせて幼いうちから農村や工場での労働や軍務を強いた10代前半の無垢な子供を重用するようになり、少年兵を操り、子供の衛生兵も存在した。
ポル・ポト時代の飢餓と虐殺による死者は総人口の21%から25%とされ、そのうち60%は大量殺戮によるものでカンボジアは人口の3分の1を失ったともされるが、カンボジアでは1962年を最後に国勢調査は行われておらず、そのうえポル・ポト以前の内戦・空爆による犠牲や人口の難民化により、元となる人口統計が不備であり、こうした諸推計にも大きく開きが出ている。
クメール・ルージュ下の残虐行為に関する最も初期の記述のうちの1つは、イス・サリンによって1973年に書かれた。彼はクメール・ルージュの幹部メンバーであったが、ポル・ポトおよび民主カンプチアに幻滅を感じて党を去り、9か月後に密かにプノンペンに戻った。彼の著書『クメールの魂に対する後悔』(Sranaoh Pralung Khmer) は、クメール・ルージュが存在を秘密にした上部機構、中央委員会（Angkar Loeuあるいは単にAngkar）を明らかにした。中央委員会はKena Mocchhim (Committee Machine) と呼ばれた。

## ベトナム軍介入と中越戦争
1978年1月から、ポル・ポトはベトナム領内の農村でベトナム人の大量虐殺を行い（バチュク村の虐殺）、ベトナムと断交した。米中国交回復以後、ベトナム社会主義人民共和国はソビエト連邦との関係を強化しており、中ソ対立の構図から、中華人民共和国と関係の深いポル・ポト政権との対立が深まった。
1978年5月、ポル・ポトへの反乱が疑われた東部軍管区のクメール・ルージュ幹部・兵士らが、南西軍管区のポル・ポト派から攻撃を受け、内戦に陥った（五月決起）。その結果東部軍管区の将兵が大量処刑され、ベトナム領内には十数万人の東部地区軍民が難民として流れ込んだ。ベトナムは、カンボジアからの難民をカンプチア救国民族統一戦線 (KNUFNS) として組織し、ヘン・サムリンを首相に擁立して打倒ポル・ポトを掲げ、KNUFNSを先頭に立て民主カンプチア領内へ侵攻した。
1979年1月、ベトナム軍はプノンペンを攻略し、クメール・ルージュ体制は崩壊、ベトナム軍はポル・ポト一派をタイ国境近くの山林まで駆逐した。そして親ベトナムのヘン・サムリン政権が樹立されたが、ベトナム軍は山林に隠れたポル・ポトを捕えられず、ポル・ポト派はタイ領を避難場所としてベトナム軍を攻撃し続けた。
翌2月には中華人民共和国の中国人民解放軍がカンボジア侵攻の報復としてベトナムを攻撃した（中越戦争）。中越戦争に投入されたのは北部出身の将兵であった一方、カンボジアに侵攻したベトナム軍は、旧ベトコンと旧政府軍からなる南部の兵士が主力となった。しかし、戦争に慣れ、士気・錬度が高く、ソ連から軍事援助も供与されていたベトナム軍に中国人民解放軍は惨敗し、3月には撤収した。
1982年2月、巻き返しを図るクメール・ルージュとシハヌーク国王派、ロン・ノル派の流れをくむソン・サン派の反ベトナム三派は北京で会談を開き、7月には反ベトナム三派は「民主カンプチア連合政府（en）」を設立、カンボジアは完全に二分された。国連で中華人民共和国とアメリカや日本などはヘン・サムリン政権をベトナムの傀儡政権と見なして承認せず、ゲリラである民主カンプチア連合政府に国連の議席を維持させ続けた。
1983年2月に開かれたインドシナ3国首脳会談では、ベトナム軍の部分的撤退が決議されたが、ベトナムはこれに従わず、3月にポル・ポト派の拠点を攻撃した。1984年7月の東南アジア諸国連合 (ASEAN) 外相会談では、駐留ベトナム軍への非難共同宣言を採択した。しかし、ベトナム軍は内戦に介入し続け、1985年1月に大攻勢をかけ、反ベトナム三派の民主カンプチア連合政府の拠点であるマライ山を攻略、3月にはシハヌーク国王派の拠点を制圧し、民主カンプチア連合政府の軍事力はほぼ壊滅した。

## 和平への道
1986年7月、社会主義ベトナムを率いてきたレ・ズアン書記長が死去した。新たに政権の座についた後継者チュオン・チン書記長は、ソ連のペレストロイカに倣い、それまでの硬直した社会主義体制からの脱皮を図り、12月に「ドイモイ」路線を採択し、市場経済と国際協調路線へと舵を切った。また、チュオン・チンは次々に政府首脳の入れ替えを行い、新体制の基盤を固めた。1988年6月、ベトナムは東南アジア長年の懸念であったカンボジア駐留軍の撤収をはじめ、翌1989年9月に撤退を終えた。これにより、カンボジアは国際社会によって和平へ導かれることとなる。
冷戦終結直後の1990年6月、日本の東京で「カンボジア和平東京会議」が開催された。続く1991年10月23日、フランスのパリで「カンボジア和平パリ国際会議」を開催し、国内四派による最終合意文章（パリ平和協定）の調印に達し、ここに20年に及ぶカンボジア内戦が終結した。
1991年11月には国際連合平和維持活動（PKO）の国際連合カンボジア先遣隊 (UNAMIC) がカンボジア入りし、1992年3月15日、国連カンボジア暫定統治機構（UNTAC 明石康事務総長）が実働を始めた。UNTACは日本の自衛隊にとっては初のPKOとなり、カンボジア内戦に関わった中華人民共和国にとっても初めて本格的に参加したPKOであった。1993年4月から6月まで国連の監視下で総選挙が行なわれ、ポル・ポト派をのぞく三派が参加した。選挙結果は、全120議席のうち、王党派のフンシンペック党が58議席、カンボジア人民党が51議席、ソン・サンの仏教自由民主党が10議席、その他1議席であった。これにより「二人首相制」となり、フンシンペック党党首でシハヌーク次男のラナリットが第一首相、カンボジア人民党のフン・センが第二首相に選出された。9月に制憲議会が新憲法を発布し立憲君主制を採択、ノドロム・シハヌークが国王に再即位した。
1998年4月には辺境のポル・ポト派支配地域でポル・ポトが死んだことが明らかとなり、この地も平定された。